# Individualismo aberto
Individualismo aberto é a visão em filosofia de acordo com a qual existe apenas um sujeito numericamente idêntico, que é todos ao mesmo tempo. É uma solução teórica à questão da identidade pessoal, sendo contrastada com o individualismo vazio, a visão de que identidades pessoais correspondem a um padrão fixo que desaparece instantaneamente com o passar do tempo, e com o individualismo fechado, a visão comum de que identidades pessoais são particulares aos sujeitos e no entanto persistem ao tempo.
O termo foi cunhado pelo filósofo Daniel Kolak, embora ideias similares tenham sido expressadas desde o tempo dos Upanixades, na Idade do Bronze tardia; a frase "Tat tvam asi", que significa "Isto és tu", é um exemplo. Pessoas notáveis que expressaram opiniões semelhantes (de várias formas) incluem o pensador sufista Aziz al-Nasafi, o filósofo muçulmano andaluz Averróis, o filósofo alemão Arthur Schopenhauer, o místico indiano Meher Baba, o filósofo britânico Alan Watts, assim como mais recentemente por alguns físicos renomados: Erwin Schrödinger, Freeman Dyson, e Fred Hoyle.